# 모닝구무스메 탄생 10년 기념대
모닝구무스메 탄생 10년 기념대(モーニング娘。誕生10年記念隊)는 일본의 여성 아이돌 그룹인 모닝구무스메。가 메이저에 데뷔한 지 10년이 되는 2007년 9월을 기념하는 스페셜 유닛이다. 모닝구무스메。의 졸업 멤버와 현역 멤버의 5명으로 구성되어 있다.

## 멤버
- 이이다 카오리 (개인활동중)
- 아베 나츠미 (개인활동중)
- 고토 마키 (개인활동중)
- 니이가키 리사 (개인활동중)
- 쿠스미 코하루 (개인활동중)

## 개요
- 모닝구무스메。의 데뷔 10년을 기념하기 위해 2007년에 결성되어, 같은해 1월 24일에 싱글을 발매하였다.
- 프로듀서인 층쿠♂는「원래 5명이었고 13 ~ 24세의 구성으로 시작되었기 때문에」라고 하며 결성 당시와 비슷한 연령대와 멤버수로 팀을 구성하였다.
- 하로모니。의 고지 코너에서 카메이 에리도 실수하였지만「10주년 기념대」가 아니다.
- 2007년 1월 12일부터『다이하츠 도라리온』일본 공연 스페셜 서포터「Team Dralion」의 음악 부문에 취임(후임은 온가쿠갓타스).

## 음악

### 싱글
1. 僕らが生きる MY ASIA (2007년 1월 24일 발매, 초회생산한정반：EPCE-5448／통상반：EPCE-5449) (『다이하츠 도라리온』일본 공연 제2탄 이미지송)
  - 커플링 : 十年愛
2. 愛しき悪友へ (2007년 8월 8일 발매, 초회생산한정반：EPCE-5489~90／통상반：EPCE-5491)
  - 커플링 : 未知なる未来へ

### 앨범
1. ハロー！プロジェクト スペシャルユニット メガベスト (2008년 12월 10일 발매, EPCE-5604~5)

### DVD (싱글)
1. 싱글V 僕らが生きる MY ASIA (2007년 2월 21일 발매, EPBE-5229)
2. 싱글V 愛しき悪友へ (2007년 8월 22일 발매, EPBE-5260)

### DVD (콘서트)
1. モーニング娘。誕生10年記念隊 コンサートツアー2007夏 ～サンキューMy Dearest～ (2007년 11월 14일 발매, EPBE-5270)

## 출연

### 텔레비전
- 뮤직 스테이션 (테레비아사히, 2007년 2월 2일) : 사전 방송인「미니스테」에도 Gackt와 함께 출연.
- 음악전사 MUSIC FIGHTER (니혼테레비, 2007년 1월 26일) : 토크 게스트는 이토 유나였지만「밝은 뉴스」에 출연.
- 팝잼 (NHK, 2007년 2월 3일) : 사쿠라즈카 얏쿤과 토크에 함께 출연. 이전 모닝구무스메。가 처음으로 팝잼에 출연했을 때와 각 멤버의 홍백에 대한 추억 영상도 함께 소개:
- 하로모니。(테레비도쿄, 2007년 1월 21일)
- 센다이방송／정보 라이브 Movin' (2007년 5월 22일) : 도라리온 센다이 공연시기에 맞춰 출연. 성공 기원제에 출연한 모습도 소개되었다(쿠스미 코하루는 학업 때문에 불참).
- MUSIC JAPAN (NHK, 2007년 8월 3일)
- 하로모니@ (테레비도쿄, 2007년 8월 12일)

### 콘서트
- 모닝구무스메。탄생 10년 기념대 콘서트 투어 2007 여름 ~Thank you My Dearest~ (2007년 8월 11일 ~ 9월 1일, 6개 도시 18회 공연)
  - 멤버중 고토 마키는 표층성 위염의 치료와 휴양을 위해 8월 24일 ~ 29일의 3개 도시에서 한 6회 공연에 출연하지 않았다.

## 그 외
- 고토 마키가 2007년 10월 28일에 헬로! 프로젝트를 졸업하였기 때문에 앞으로의 동향은 미정이다.
- 이이다 카오리와 아베 나츠미가 2009년 3월 31일에 헬로! 프로젝트를 졸업하였다.
- 쿠스미 코하루가 2009년 12월 6일에 헬로! 프로젝트를 졸업하였다.
- 니이가키 리사가 2012년 5월 18일에 졸업으로 소속된 전 멤버가 헬로! 프로젝트를 졸업하였다.